# 1990 SB
1990 SB är en asteroid i huvudbältet som upptäcktes den 16 september 1990 av de båda amerikanska astronomerna Henry E. Holt och Jeffery A. Brown vid Palomarobservatoriet.
Asteroiden har en diameter på ungefär 3 kilometer och den tillhör asteroidgruppen Amor.